# Mini Comtesse
Pour les articles homonymes, voir Comtesse (homonymie).

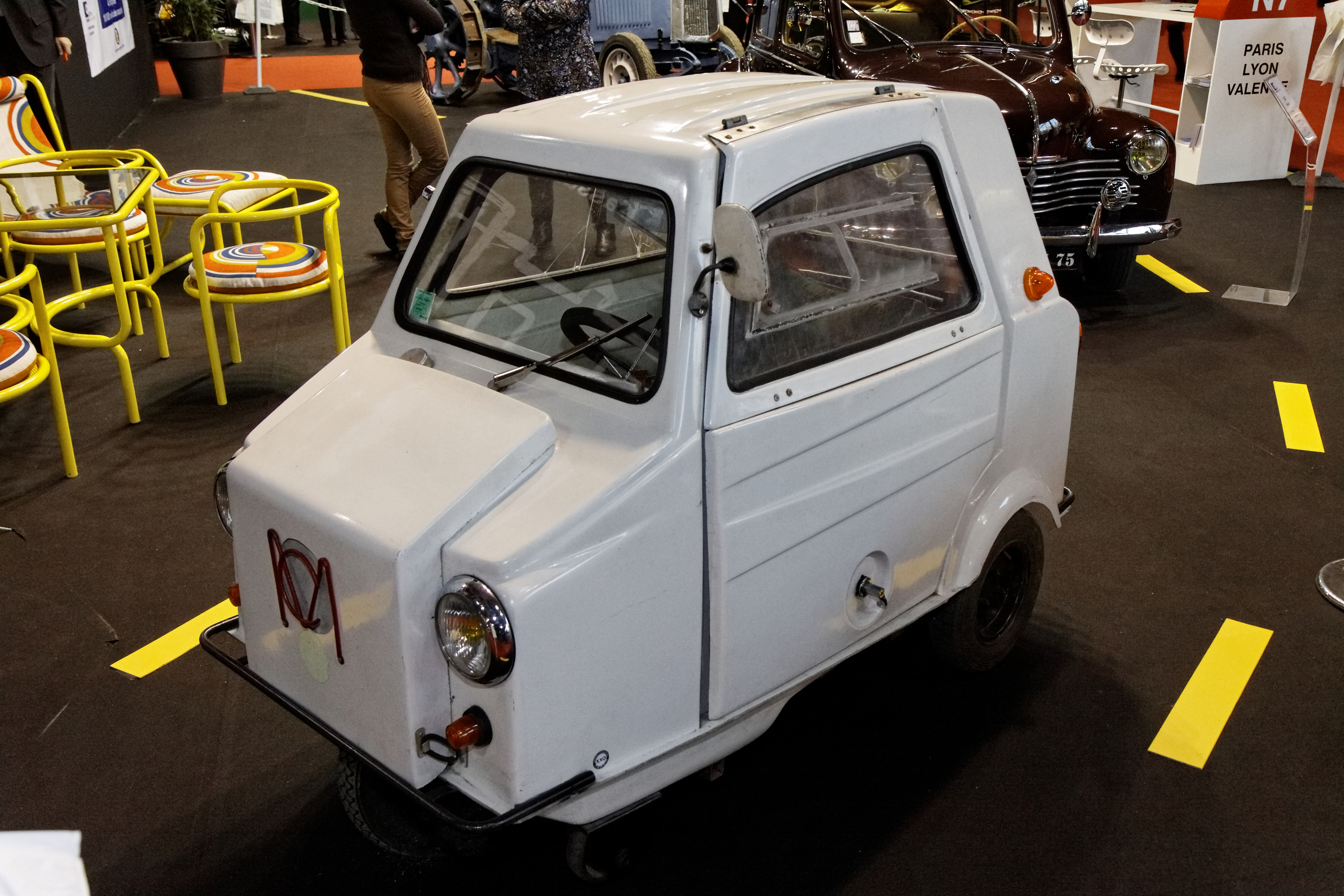
Mini Comtesse au salon Rétromobile 2012.

Mini Comtesse est une marque de voiturettes inventée à Villeneuve-la-Comtesse par Émile Boussereau qui en fabrique une vingtaine d’exemplaires avant de céder le brevet à ACOMA (Ateliers de Construction de Matériel), industriel angevin, installé à Laval à partir de 1970, puis à Saint-Barthélemy-d'Anjou, près d'Angers, à partir de 1972, lors du déménagement de l'usine. La production, qui s'est élevée à près de dix mille unités, est arrêtée en 1984.

## Caractéristiques
La carrosserie en fibre de verre, recouverte de gelcoat, est posée sur un châssis en acier. La Mini-comtesse a trois roues. Elle possède des roulettes de sécurité sur les côtés pour éviter de se retourner dans les virages. La voiturette est dotée d'un moteur Sachs Saxonette de 47 cm3 développant 2,6 ch, qui lui permet d'être considérée en France comme un cyclomoteur. Quelques éléments sont communs aux voitures populaires de l'époque, comme les poignées porte, le moteur d'essuie-glace ou encore les clignotants et feux stop qui appartiennent à la 2 CV.

## Dans la culture

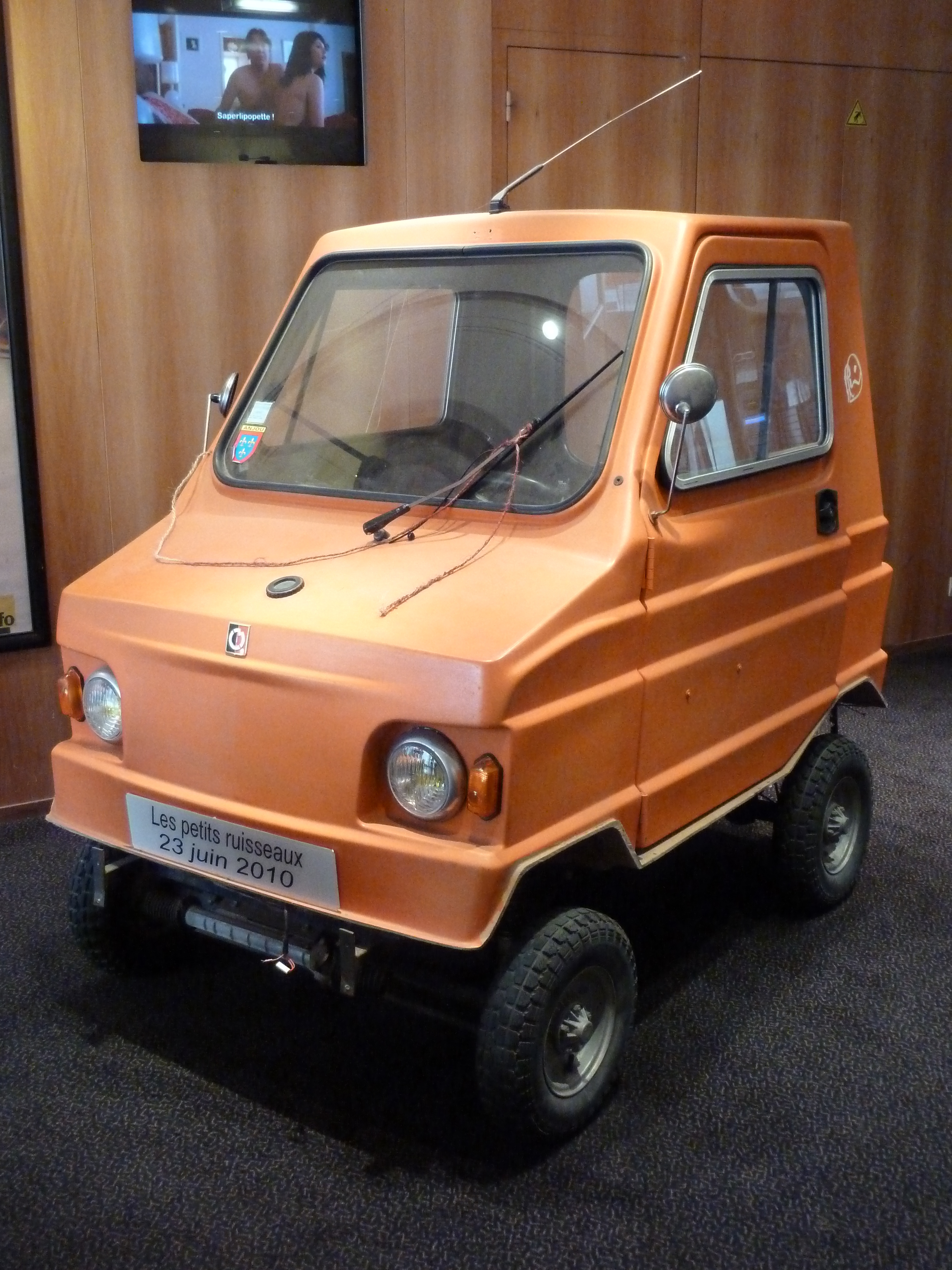
La Mini Comtesse conduite par Daniel Prévost dans le film Les Petits Ruisseaux.

Le réalisateur Pascal Rabaté fait ponctuellement apparaître plusieurs Mini Comtesse dans ses longs-métrages de 2010 (Les Petits Ruisseaux) et de 2011 (Ni à vendre ni à louer). Ils ont été respectivement tournés dans les départements du Maine-et-Loire et de la Loire-Atlantique.
Une plaque commémorative est apposée sur la maison d’Émile Boussereau à Villeneuve-la-Comtesse.
La minicontesse est la voiture de l'épistolière fictive Ernestine Chassebœuf, il y est fait référence dans de nombreuses de ses lettres.